# Антуриум Андре
Анту́риум Андре́ (лат. Anthúrium andraéanum) — многолетнее травянистое вечнозелёное растение, вид рода Антуриум (Anthurium) семейства Ароидные, или Аронниковые (Araceae).

## Ботаническое описание
Наземные и эпифитные растения. Стволик короткий. Листья овально-ланцетные, с глубоко-сердцевидным основанием, 25—30 см длиной, 10—12 см шириной, свисающие книзу. Черешки длинные, 25—36 см длиной, с изгибами (у старых листьев). Соцветие — початок, 6—10 см длиной, слегка поникающее или прямостоячее, желтоватое. Покрывало широкосердцевидное, с выдающимися жилками, слабо морщинистое, глянцевитое, розовое, лососевое, реже белое.

## Распространение
Встречается в Колумбии и Эквадоре. Растёт в тропических влажных лесах.

## Антуриум Андре в филателии
Растение очень часто изображалось на почтовых марках различных стран: Ангилья, 1982; Антигуа и Барбуда, 1983,1984, 2000; Барбадос, 1986, 2002; Гренада, 1985, 1987, 1993, 2001, 2003; Доминика, 1970, 1981, 1999, 2000, 2004; КНДР, 1989; Колумбия, 1960, 1962, 1979; Куба, 1974, 1993; Маврикий, 2004; Мадейра, 2006; Мальдивская Республика, 2003; Мозамбик, 1991; Монтсеррат, 1991,1992; Невис, 1993; ОАЭ — Аджман, 1970; ОАЭ — Умм эль-Кайвайн, 1972; Парагвай, 1973, 1981; Сан-Томе и Принсипи, 1993; Сент-Винсент — Гренадины, 2000, 2005; Сент-Киттс, 2001; Сент-Люсия, 1994; Тайвань, 1995; Франция, 1973; Чехословакия, 1967, 1973.

## Культивирование антуриума Андре
Цветы некоторых сортов и гибридов антуриума Андре:

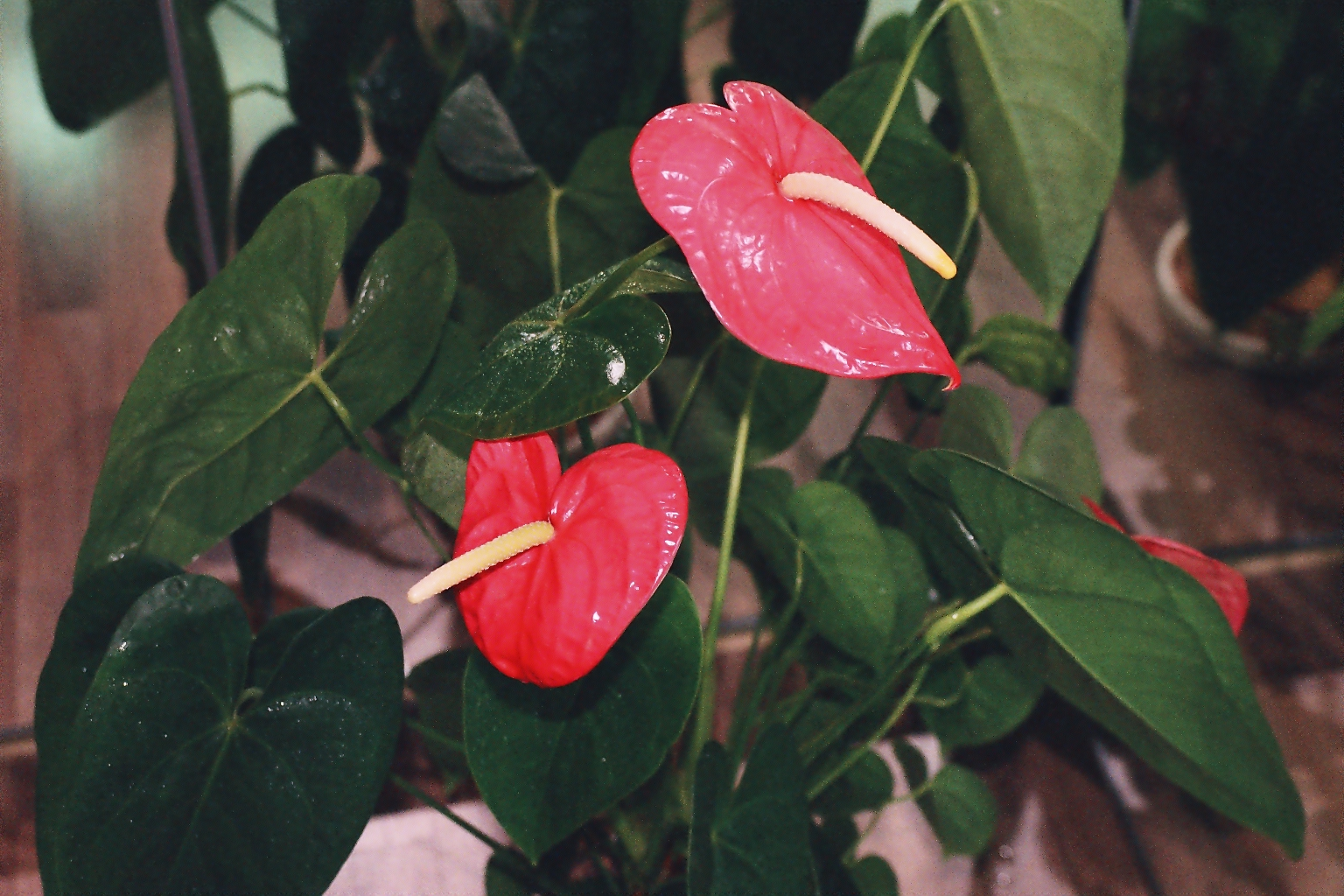
'Tennessee'
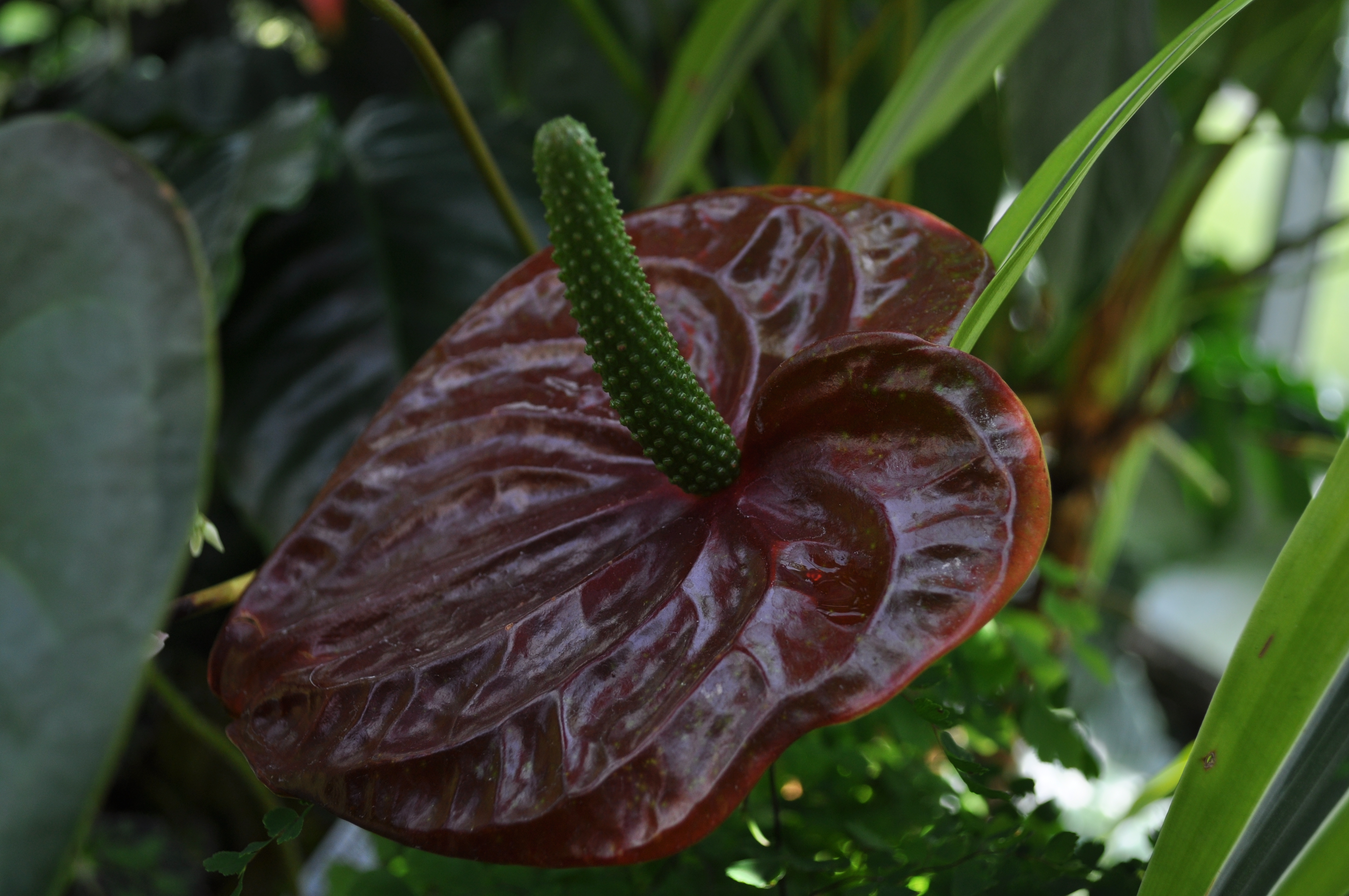
'Volunteer Park Conservatory'
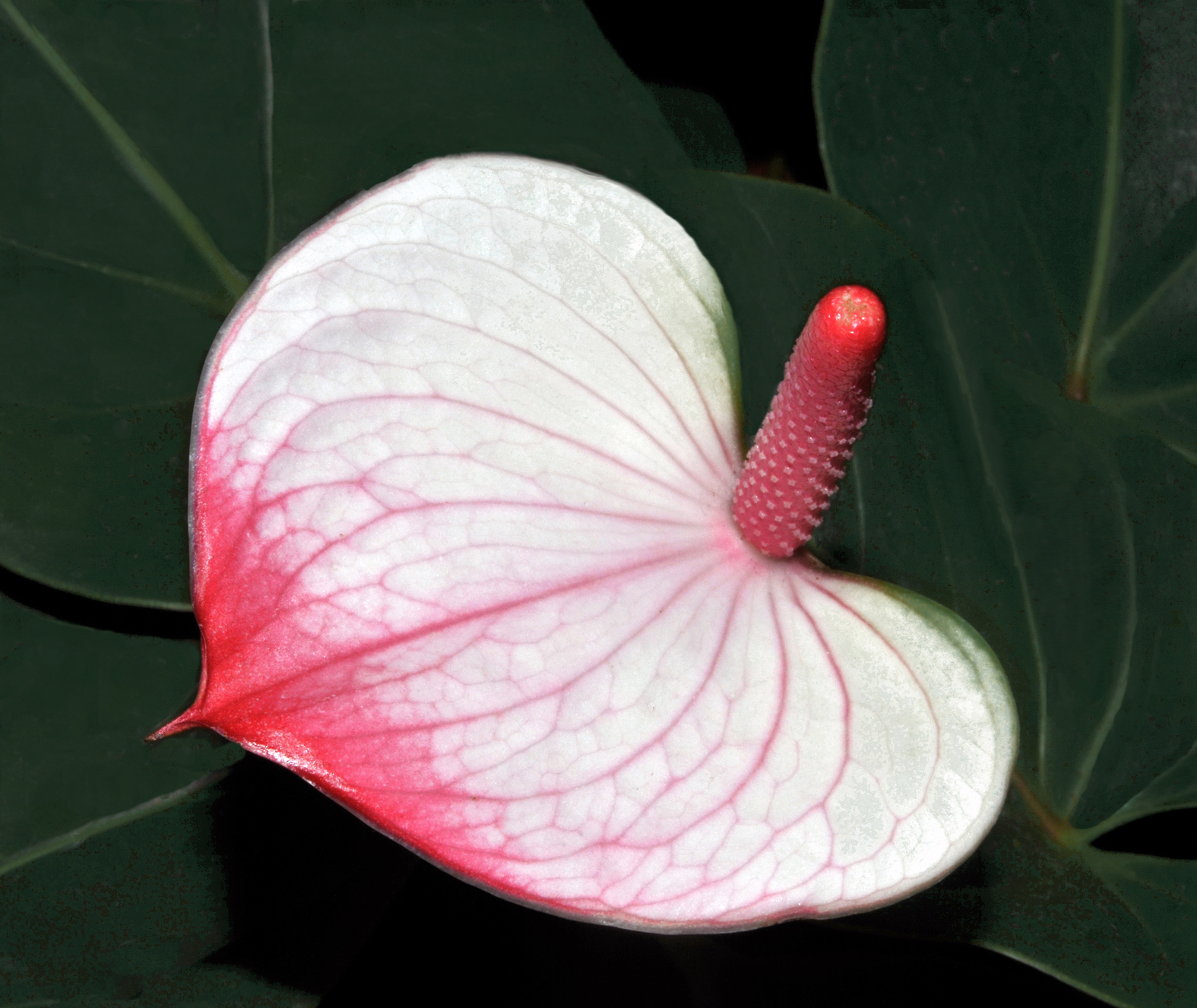
'Princess Amalia Elegance'
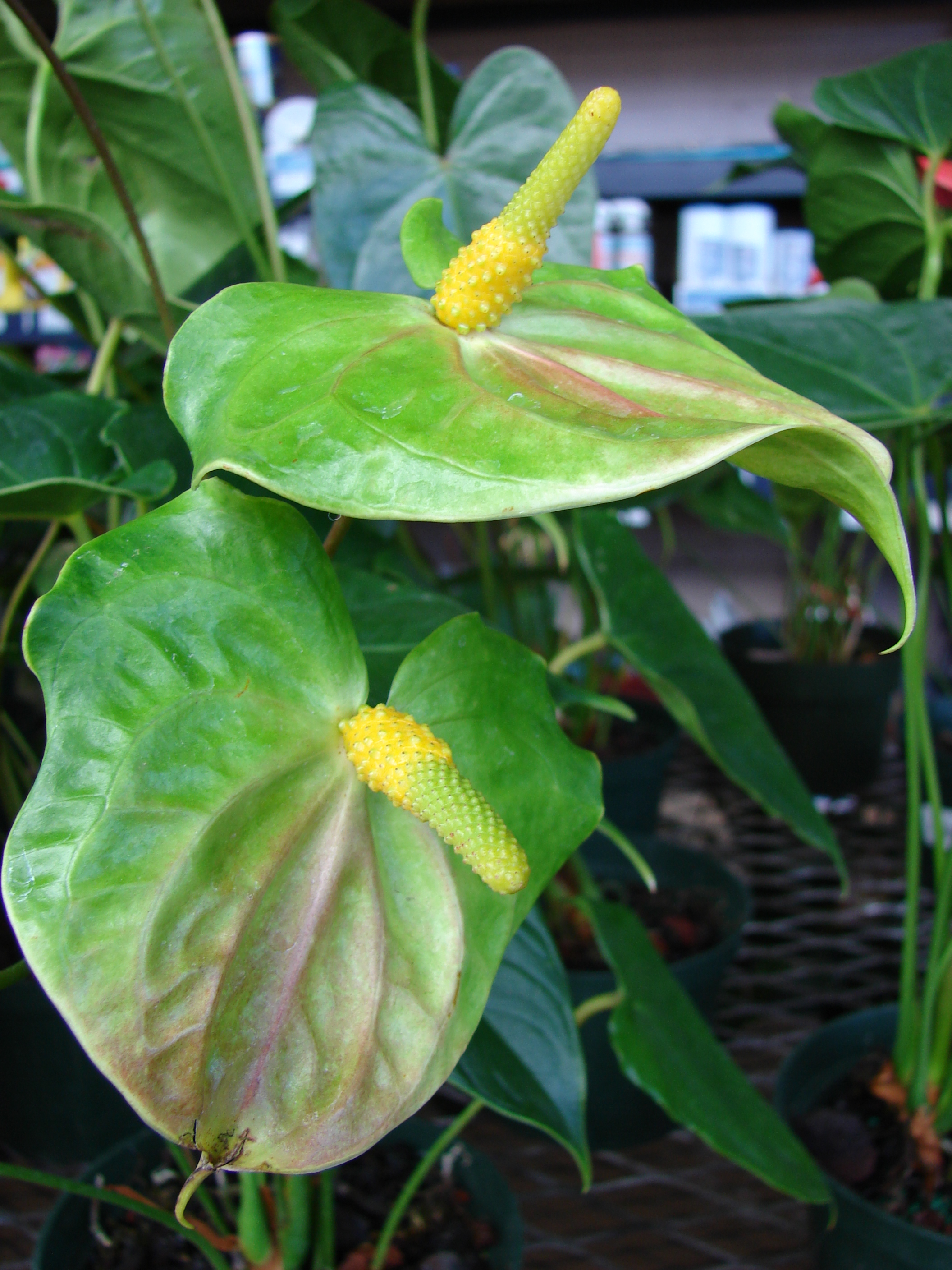
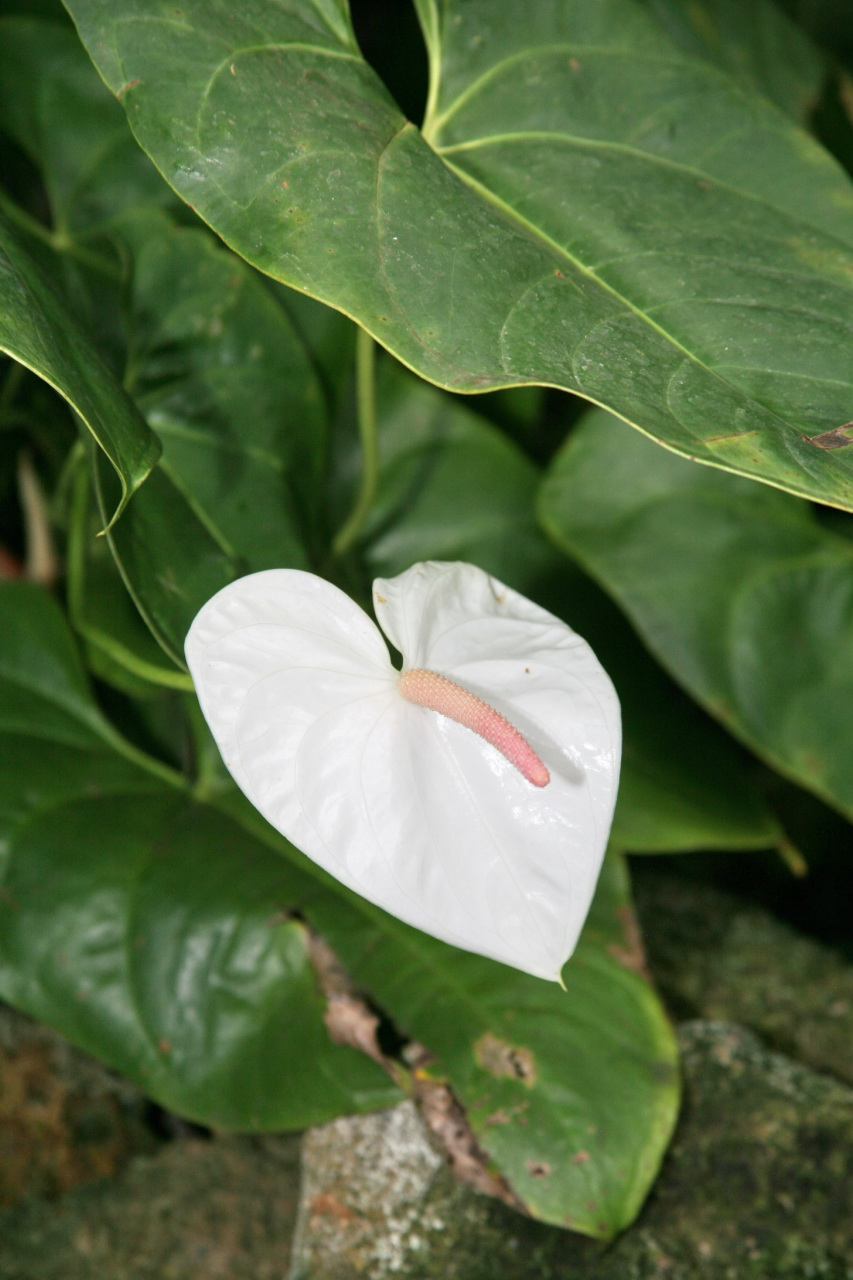
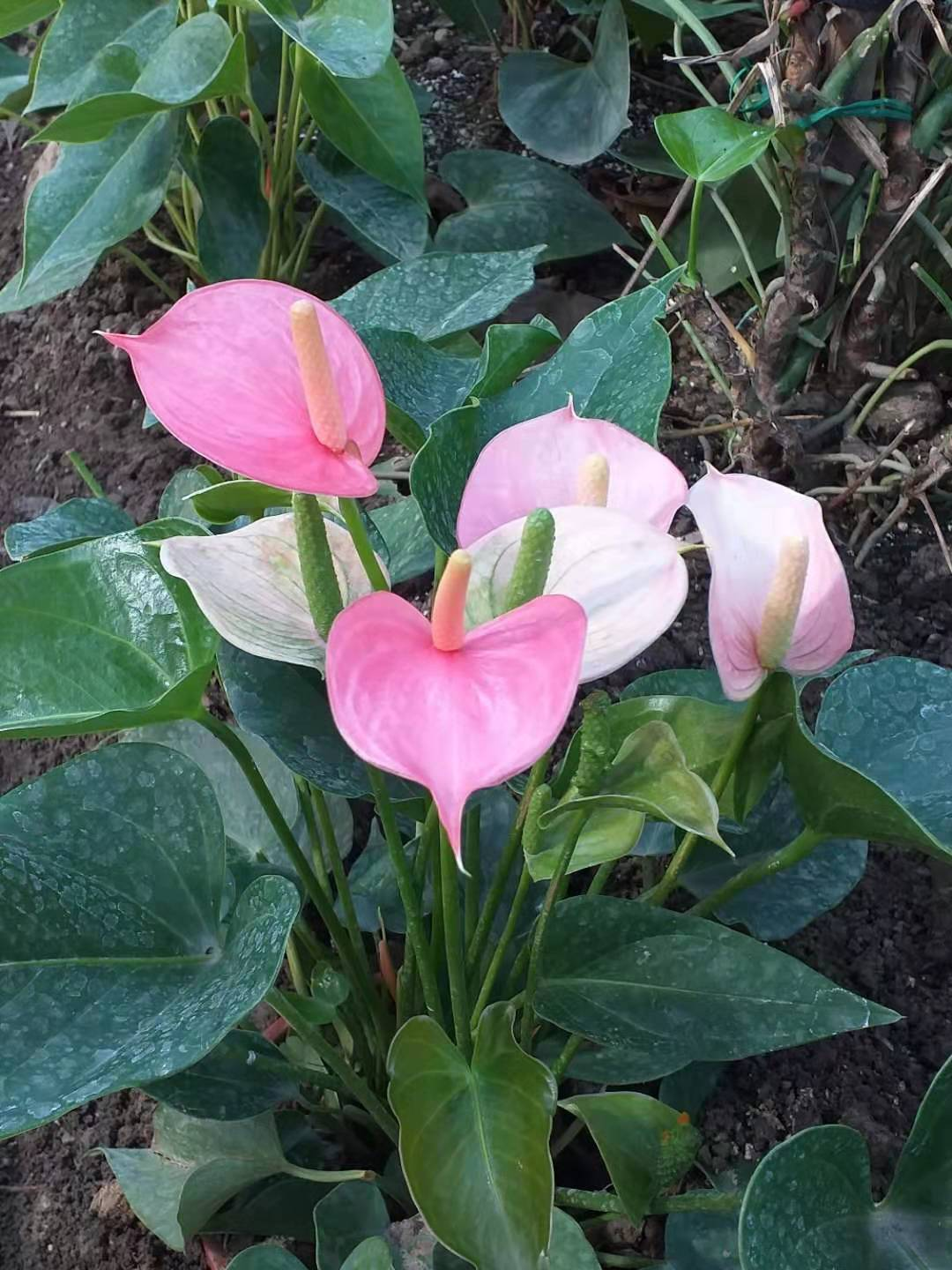